# Mindorói császárgalamb
A mindorói császárgalamb (Ducula mindorensis) a madarak osztályának galambalakúak (Columbiformes) rendjébe és a galambfélék (Columbidae) családjába tartozó faj.

## Rendszerezése
A fajt John Whitehead angol ornitológus írta le 1896-ban, a Carpophaga nembe Carpophaga mindorensis néven.

## Előfordulása
A Fülöp-szigetekhez tartozó Mindoro szigetén honos. Természetes élőhelyei a szubtrópusi és trópusi síkvidéki és hegyi esőerdők. Nem vonuló faj.

## Megjelenése
Testhossza 42–47 centiméter.

## Életmódja
Gyümölcsökkel táplálkozik.

## Természetvédelmi helyzete
Az elterjedési területe kicsi, egyedszáma 600-1700 példány közötti és csökken. A Természetvédelmi Világszövetség Vörös listáján veszélyeztetett fajként szerepel.